# 1782 w literaturze
Wydarzenia literackie w 1782 roku.

## Nowe książki
- zagraniczne
  - Pierre Choderlos de Laclos - Niebezpieczne związki
  - Jan Jakub Rousseau – Wyznania

## Nowe dramaty
- zagraniczne

## Nowe prace naukowe
- zagraniczne
  - Juan Ignacio Molina - Saggio sulla Storia Naturale del Cile del Signor Abate Giavinni Ignazio Molina

## Zmarli
- 26 lutego - José Cadalso, pisarz hiszpański (ur. 1741)